# Emanuel David Booth-Hellberg

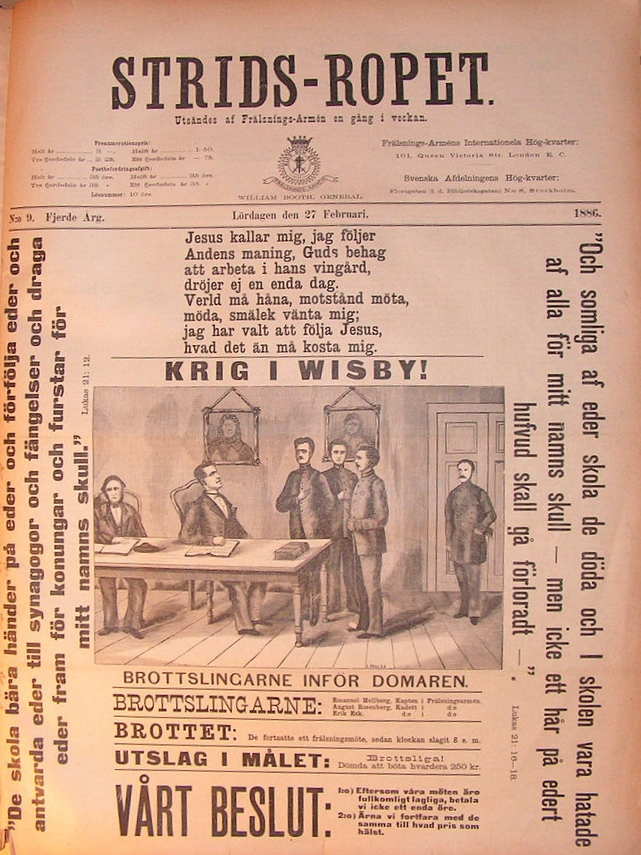
Stridsropet nr.9 1886 med rapporten om domen mot Emanuel Hellberg och hans kollegor i Visby.

Emanuel David Hellberg, född 8 augusti 1864 i Stockholm, död 5 juni 1909 i Stockholm, var en svensk frälsningsofficer.
I januari 1884 blev han frälst av Frälsningsarmén och i juni samma år började han sin utbildning vid Frälsningsarméns krigsskola och i september blev han utnämnd till kapten.
Han startade 1885 FA:s arbete i Malmö och 1886 i Visby. I Visby blev han och hans medhjälpare, kadetterna August Rosenberg och Erik Esk, dömda till böter eftersom de öveträdde det mötesförbud som då fanns. Då de inte kunde/ville betala böterna så omvandlades straffet till 30 dagars fängelse.
Emanuel Hellberg blev befordrad till stabskapten 1886 och 1888 reste han till England för studier varefter han blev major och chefsekreterare. 1889 utsågs han till informationssekreterare vid Högkvarteret med överstes rang. Emanuel var en flitig psalm- och sångförfattare. På grund av sviktande hälsa lämnade han sin tjänst 1903.
Gift 18 oktober 1894 med William Booths dotter Lucy Booth-Hellberg. Makarna Booth-Hellberg arbetade tillsammans som ledare för Frälsningsarmén i Indien till och med 1896 där Lucy kallades "Ruhani" och Emanuel kallades "Raj-Singh", 2 år senare var de ledare för FA i Frankrike och Schweiz. Parets barn hette Emma, Eva, Lucy, Daniel och Ebba Mary.

## Psalmer
- Nr 393 Ett med min Gud i Frälsningsarméns sångbok
- Nr 399 Giv mig den tro som Jesus haft i Frälsningsarméns sångbok vars fjärde vers Ge mig den tro, som skådar dag är nummer 231 i 1937 års psalmbok
- Nr 406 Herre, i blodet som utgjutet är i Frälsningsarméns sångbok
- Nr 419 Jag vill älska dig, o Jesus i Frälsningsarméns sångbok
- Nr 697 Med min lampa tänd jag väntar glädjebudet höra få i Frälsningsarméns sångbok
- Nr 755 Evigt din, ja blott din i Frälsningsarméns sångbok